# Chaerocina meridionalis
Chaerocina meridionalis är en fjärilsart som beskrevs av Robert H. Carcasson 1968. Chaerocina meridionalis ingår i släktet Chaerocina och familjen svärmare. Inga underarter finns listade i Catalogue of Life.